# María Gabriela Pazos
María Gabriela Pazos (20. rujna 1967.) je bivša argentinska hokejašica na travi. 
S argentinskom izabranom vrstom je sudjelovala na više međunarodnih natjecanja.

## Sudjelovanja na velikim natjecanjima
- OI 1988. (7. mjesto)
- SP 1990 (9. mjesto)
- Panameričke igre 1991.